# 聖書崇拝
聖書崇拝（せいしょすうはい、Bibliolatry、ギリシャ語biblion 本 + latreia 崇拝）とは、聖書を崇拝する思想。この立場は聖書崇拝者（ビブリオラター）と呼ばれる。聖書狂信、狂信的書籍崇拝とも訳される。
エミール・ブルンナーは、聖書無謬説の言語霊感の立場を「紙の教皇」（ペーパー・ポープ）と呼んで批判した。植村正久も、言語霊感説を「文字崇拝の聖書推尊説」とした。